# 托比約·奧爾森
托比約·奧爾森（1989年12月21日—，Jacob Thorbjorn Olesen）是丹麥的一位高爾夫球運動員。他參加高爾夫歐巡賽的賽事。

## 外部連結
- 官方网站 （丹麦文）
- 托比約·奧爾森在歐洲巡迴賽官方網站
- Thorbjorn Olesen （页面存档备份，存于） at golfdata.se （瑞典文）
- 托比約·奧爾森在男子高爾夫世界排名的官方網站